# Rochuskapelle (Offheim)

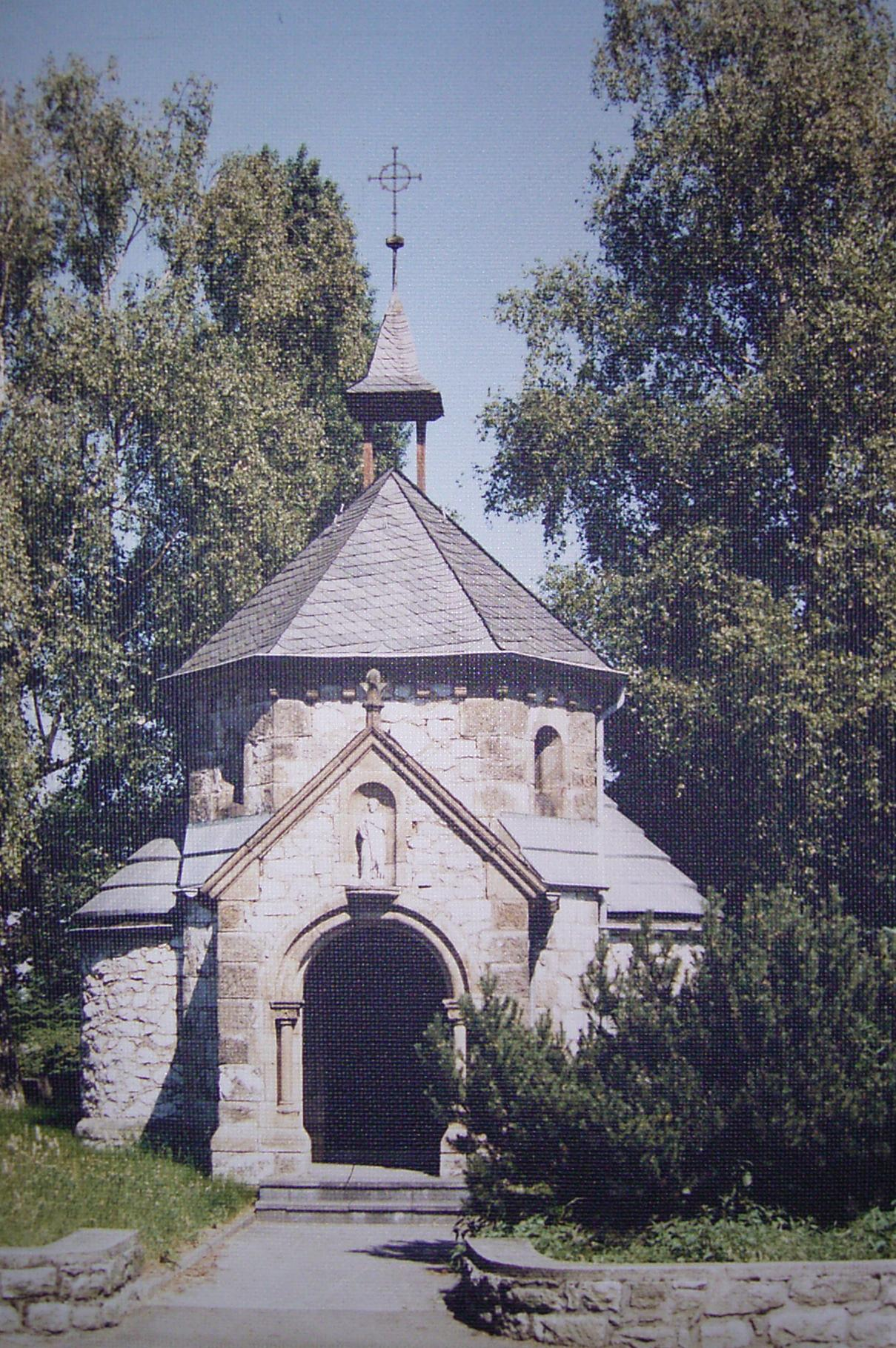
Rochuskapelle

Die 1904 errichtete Rochuskapelle, welche einen älteren Kapellenbau ersetzt, steht am Ortsausgang Offheims an der Straße Richtung Limburg gegenüber dem neuen Friedhof.

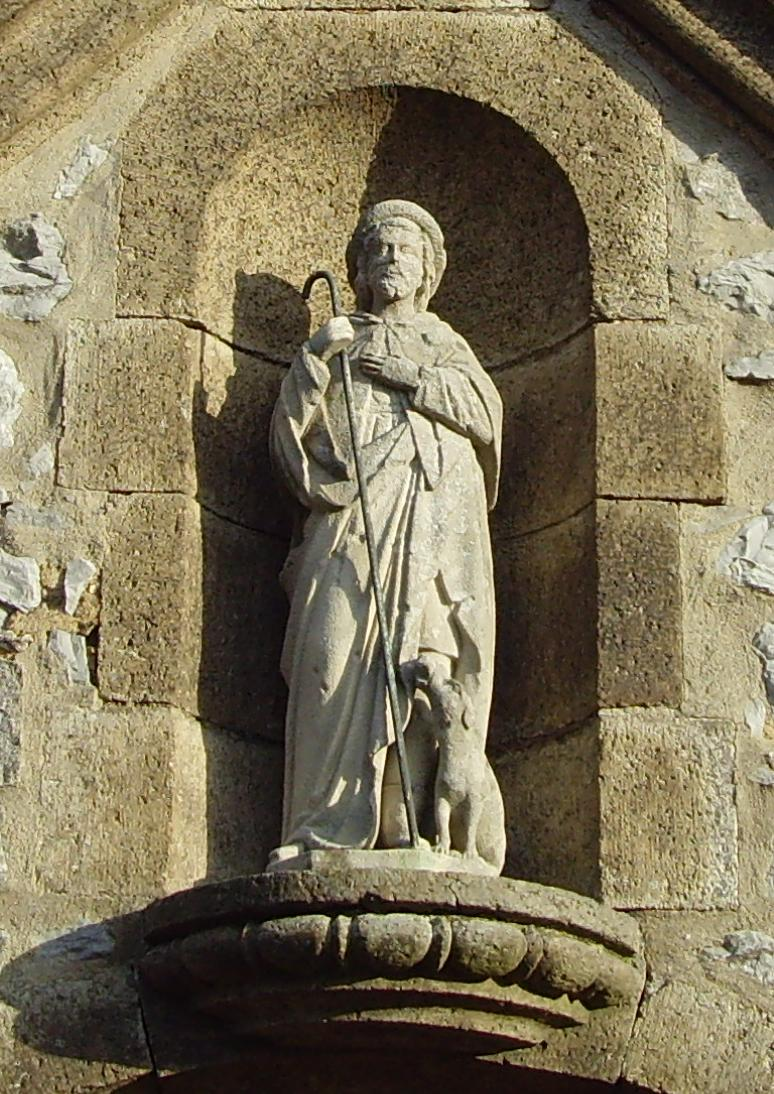
Figurennische mit Heiligem Rochus

## (Bau-)Geschichte

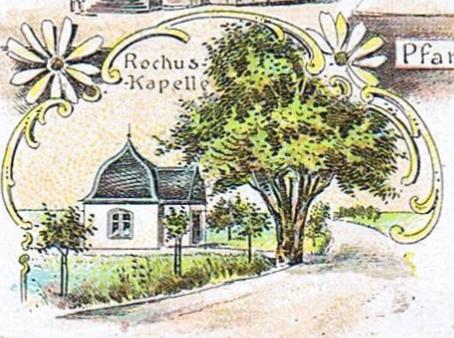
Kapellenbau des 17. Jahrhunderts mit alter Linde um 1900

Der Vorgängerbau wurde zwischen 1675 und 1680 nach einer überstandenen Pestepidemie zu Ehren des Hl. Rochus, des Schutzheiligen aller Pestkranken, errichtet. Landläufige Meinungen, dass die Kapelle bereits um 1500 erbaut worden wäre, können nicht bestätigt werden. Zu dieser hölzernen Kapelle fanden regelmäßig Wallfahrten statt. Der Bau auf annähernd quadratischen Grundriss besaß eine kleine Vorhalle mit Schweifgiebel und war mit einer Welschen Haube bedeckt.

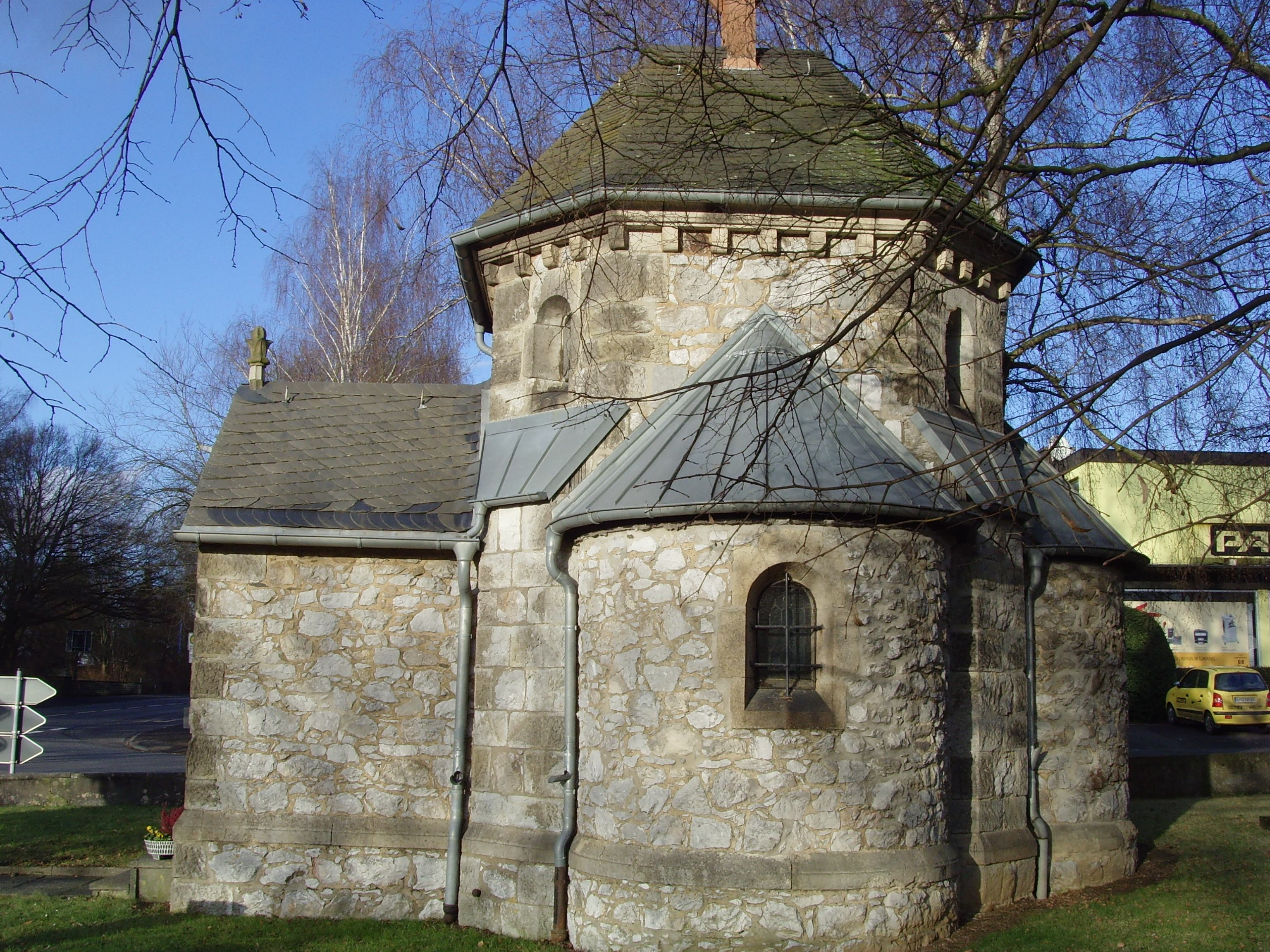
Kapellengebäude im Profil

Da der Zahn der Zeit an dem hölzernen Bauwerk nagte und, wie ein Gutachten feststellte, die Kapelle „in keiner Weise Kunst- oder Altertumswert“ hatte, wurde am 12. Januar 1903 vom Kirchenvorstand der Abriss des sakralen Bauwerks beschlossen.
Noch im selben Jahr wurde der Limburger Architekt Jakob Fachinger mit dem Neubau der Kapelle beauftragt. Das Gebäude wurde am 10. Mai 1904 geweiht.

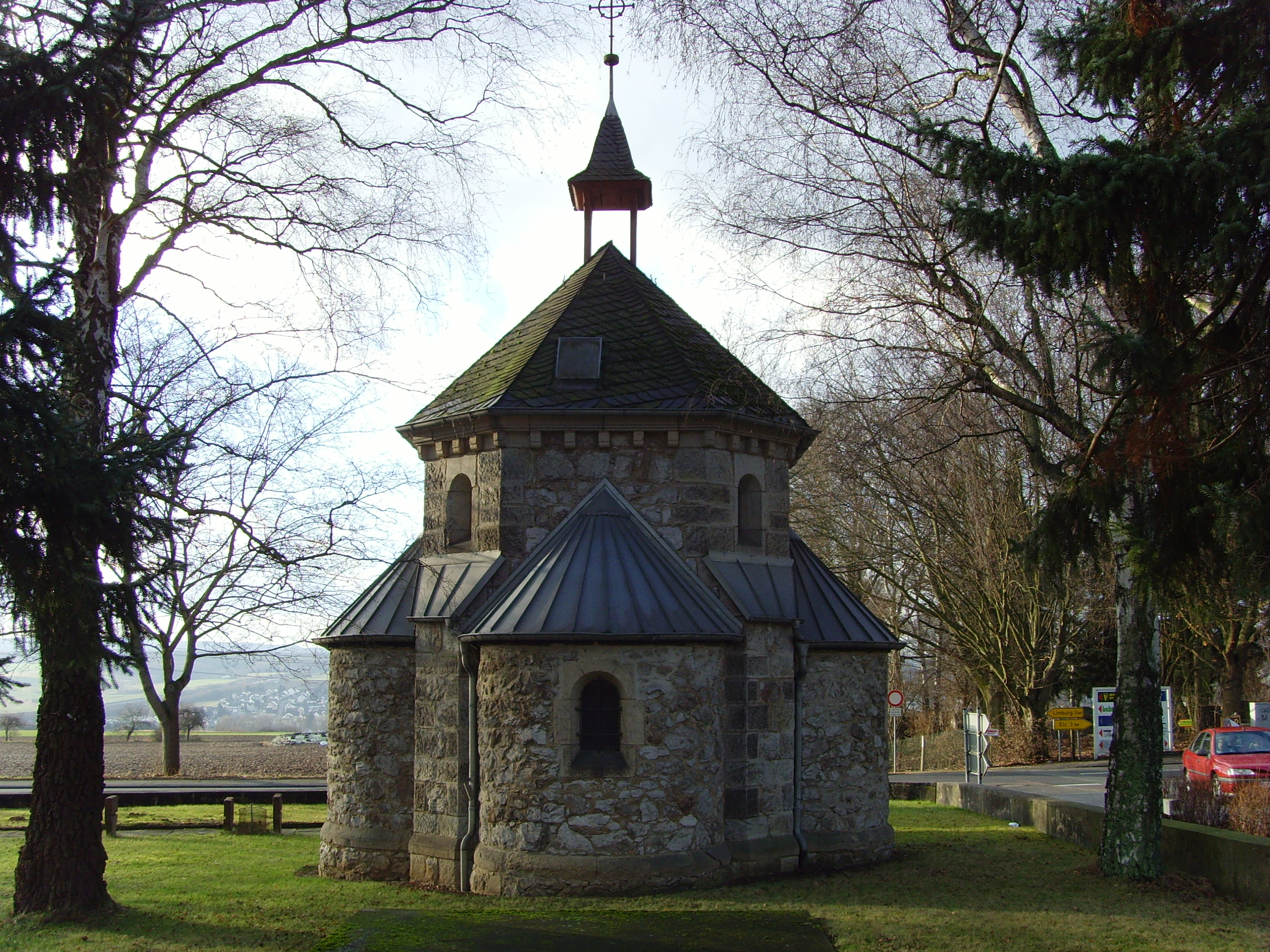
Rückansicht der Kapelle mit den 3 Apsiden

1968 wurde die Kapelle renoviert.

## Architektur
Der oktogonale Zentralbau ist im Stil der Neoromanik gestaltet. Um das Oktogon schließen sich drei Apsiden mit jeweils einem Rundbogenfenster. Der Aufbau erinnert so an eine Dreikonchenanlage, die sich vor allem in der rheinischen Romanik wiederfindet.
Das achtseitige Dach wird von einem hölzernen Dachreiter mit einer kleinen Glocke bekrönt.
Dem eigentlichen Kapellenbau ist eine Vorhalle mit Satteldach und Rundbogenportal, welche mit einem Kreuzgewölbe eingewölbt ist, durch die man in das Oktogon gelangt. Über dem Portal befindet sich eine Figurennische, die eine Rochusstatuette beherbergt. Die Kapitelle des Eingangsportals sind mit Akanthuslaub verziert.
Als weiterer Außenschmuck verläuft ein Fries um den Mittelbau; eine Kreuzblume schmückt den Dachfirst der Vorhalle.
Für das Gebäude wurde hauptsächlich Kalkbruchsteinverwendet mit Ausnahme der Gewände und oben genannten Schmuckformen, die Dächer des Hauptbaus und der Vorhalle sind schiefergedeckt, die drei Apsiden mit Metallplatten. Die bauzeitliche Tür weist kunstvolle Eisenbeschläge auf.
Der Innenraum der Kapelle ist überwiegend weiß verputzt und hat seine nüchterne Atmosphäre der letzten Restaurierung zu verdanken. Die Wände des Hauptraumes gehen mit über Eck gestellten Trompen in ein achtteiliges Klostergewölbe mit schwach ausgebildeten Graten über. Im Eingangsbereich finden sich noch einige ornamental ausgestaltete Zementfliesen aus der Erbauungszeit.

## Kapellenlinde
Die Kapellenlinde war ein alter Baum, der in unmittelbarer Nähe zu Kapelle stand. Über sein genaues Alter ist wenig bekannt, jedoch wurde der Baum schon zur Zeit des Dreißigjährigen Krieges erwähnt. Aus dieser Quelle geht auch hervor, dass drei weitere Bäume in Nähe der Linde standen, die jedoch schon früher gefällt wurden. 1946 fiel der mächtige, alte Baum einem Sturm zum Opfer.